# 拜特丁

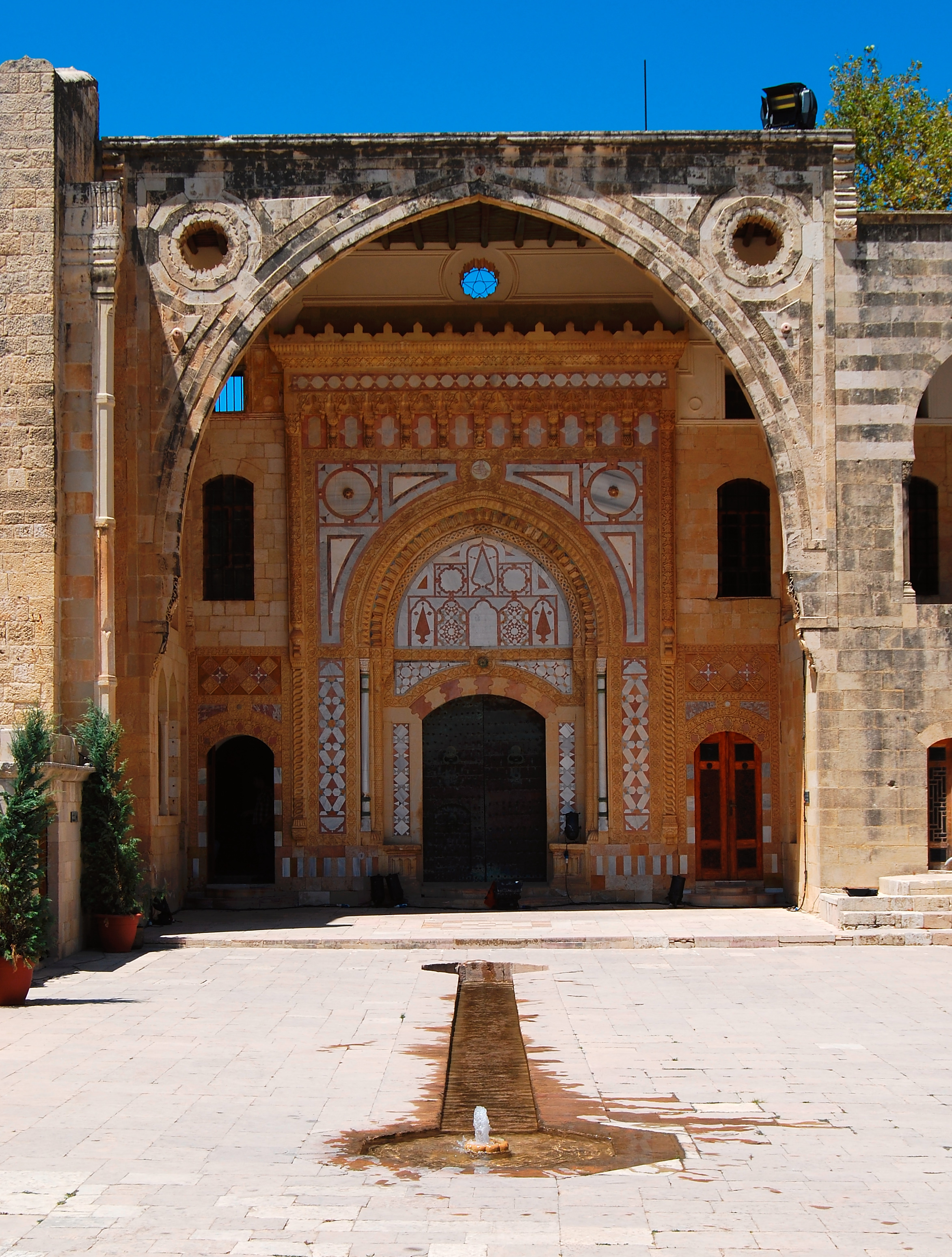
拜特丁

拜特丁（阿拉伯語：بيت الدين），是黎巴嫩的城鎮，位於該國西部，由黎巴嫩山省負責管轄，是舒夫縣的首府，面積2.44平方公里，海拔高度860米，2004年人口2,500，人口密度每平方公里1,025人。